# Musée Ampère
Pour les articles homonymes, voir Ampère (homonymie).
Le musée Ampère est un musée de sciences et techniques consacré à l'histoire de l'électricité et ses applications et dédié à André-Marie Ampère (1775–1836). Le musée, situé à Poleymieux-au-Mont-d'Or dans la métropole de Lyon, est installé dans la maison où  André-Marie Ampère a passé une partie de son enfance et de sa jeunesse et parcourt également des aspects historiques autour de la période de la Révolution Française liés à la vie de la famille Ampère. Le musée Ampère est labellisé Maisons des Illustres en 2013, site historique de la physique européenne en 2021 et IEEE Historic Milstone en 2023 (voir plus bas "Labellisations et Distinctions").

## Histoire

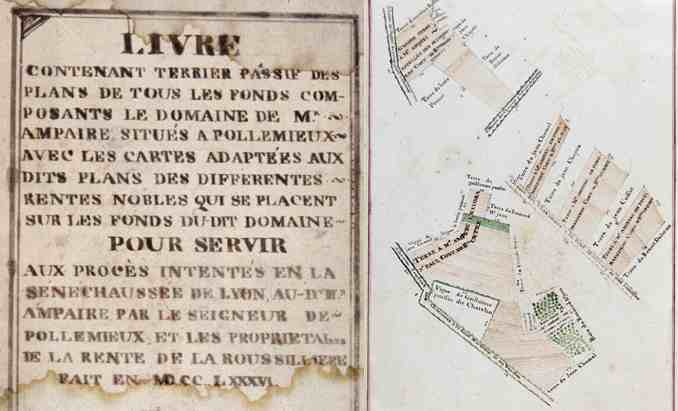
Extrait (pages 0 et 6) du document Le Terrier (1786), dans lequel la propriété de Poleymieux-au-Mont-d'Or de la famille Ampère est décrite.

En 1901, une cérémonie en hommage à André-Marie Ampère avait été organisée sur la terrasse de la maison d'Ampère à Poleymieux-au-Mont-d'Or  par Alexis Bertrand, professeur à la Faculté de Lettres de Lyon qui exprima le souhait d’aménager un musée de l'électricité à la maison familiale des Ampère.
En 1928, Hernand et Sosthenes Behn, hommes d'affaires américains, d'origine française par leur mère, cofondateurs de la société multinationale ITT qui développe à cette époque ses activités en France, font, sur les conseils de Paul Janet et à titre de mécènes, l'acquisition de l'ancienne propriété d'Ampère qui vient d'être mise en vente. Ils en font don à la Société française des électriciens qui la confie deux ans plus tard, en 1930, à la Société des Amis d'André-Marie Ampère qui s'occupe de sa gestion depuis cette date. Le musée est inauguré en son sein le 1er juillet 1931 avec deux salles déployant une douzaine d'expériences interactives pour expliquer aux visiteurs les phénomènes electrodynamiques. En France, le musée Ampère fut le premier musée scientifique interactif au sens moderne.

## Espaces
Le musée comporte une douzaine de salles sur plus de 600 m2 d'expositions. Le musée dispose d'un premier espace consacré à l'histoire de l'électricité et aux découvertes d'André-Marie Ampère et de ses contemporains (Franklin, Coulomb, Volta, Oersted, Faraday, ...). Un deuxième espace est dédié aux applications de l'électricité (éclairage, communication,...) incluant la production d'électricité. Des audioguides en français et en anglais sont mis à la disposition des visiteurs.
Le musée comporte également un espace, "L'espace Ampère", avec 50 places assises pouvant recevoir des colloques ou des réunions.
Le visiteur retrouve des maquettes reproduisant les expériences fondamentales d’électromagnétisme qu’avaient été réalisées par Ampère ou par certains physiciens de son temps comme Hans Christian Ørsted ou Michael Faraday. Le public peut mettre en fonctionnement les expériences, retrouver des explications, des compléments d'information et s’initier par l’expérience et d'une manière ludique aux lois de l’électromagnétisme.
Dans une des salles on retrouve des portraits, livres et manuscrits associés à la famille Ampère : André-Marie Ampère (1775-1836) ainsi qu’à son père Jean-Jacques (1733-1793) et à son fils Jean-Jacques-Antoine (1800-1864).
D'autres salles permettent de parcourir l'histoire et les applications de l'électricité, sur des thématiques comme l'éclairage, les télécommunications, l'électronique, jusqu'à la production d'énergies renouvelables.
La boutique du musée propose quelques ouvrages et souvenirs.

## Science et formation
Le musée propose des visites comprenant des ateliers pédagogiques sur une journée ou une demi-journée pour des élèves de tous les niveaux depuis l'école élémentaire jusqu'aux cycles terminaux des lycées voire au-delà. Des ateliers sont également organisés pendant les périodes de vacances scolaires.

## Labellisations et distinctions

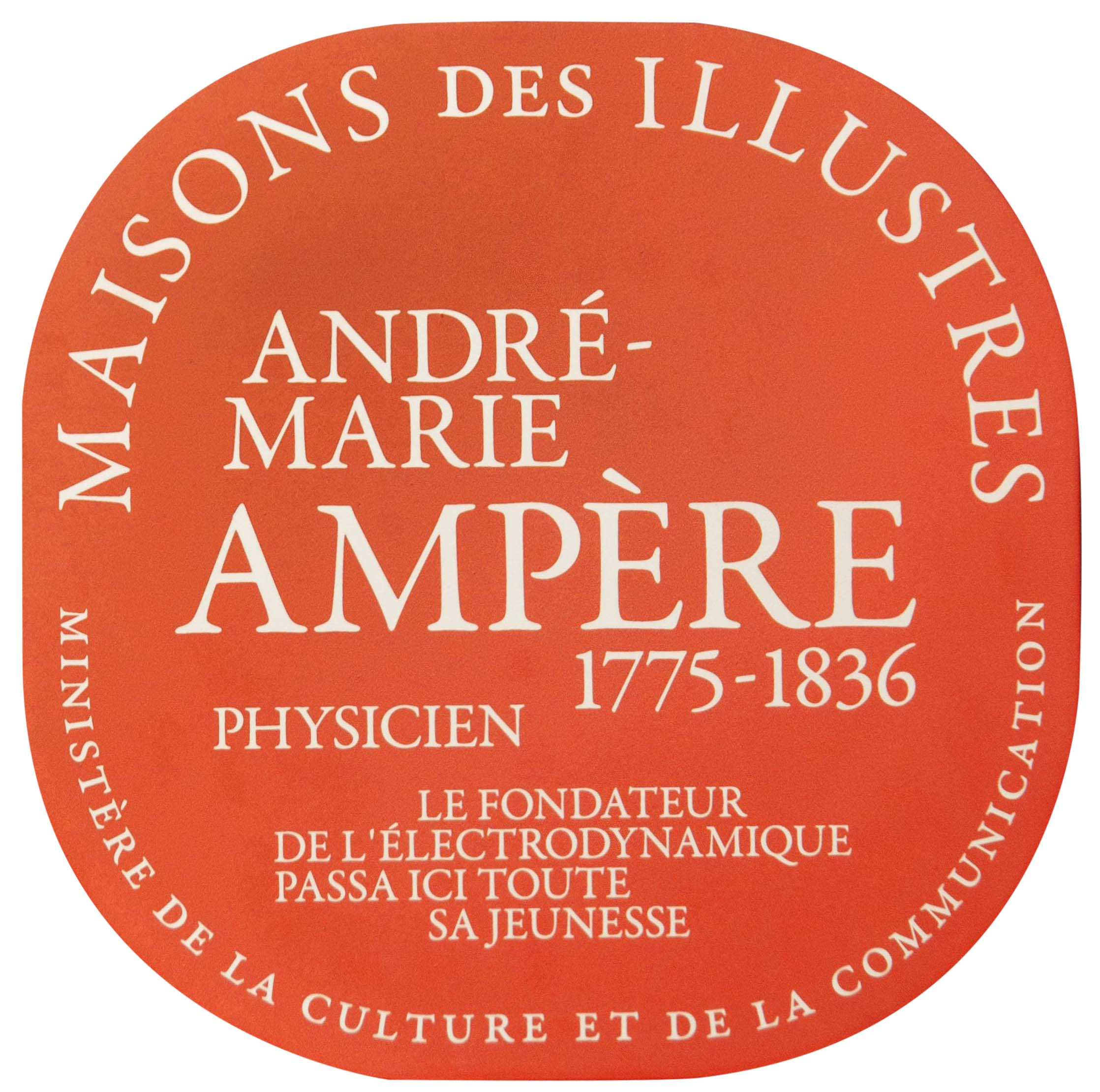
Plaque Maison des Illustres.

Le musée Ampère est Maison des Illustres depuis 2013,. Il s'agit d'un label décerné par le Ministère de la Culture.
La Société des Amis d'André-Marie Ampère, qui gère le musée, a reçu le 18 décembre 2018 de la part de l'Académie des sciences, belles-lettres et arts de Lyon la médaille d'honneur 2018.
Depuis 2021, le musée Ampère est labellisé « EPS Historic site », « site historique de la physique européenne », label décerné par l'European Physical Society,,.
En 2023, le musée Ampère a reçu le label IEEE Historic Milestone. Deux plaques commémoratives du bicentenaire des découvertes d'André-Marie Ampère dans les domaines de l'électricité et du magnétisme ont été découvertes au Collège de France (Paris) et au Musée Ampère. L'IEEE (Institute of Electrical and Electronics Engineers) est une des plus importantes organisations professionnelles au monde.